# Satwas
Satwas là một thị xã và là một nagar panchayat của quận Dewas thuộc bang Madhya Pradesh, Ấn Độ.

## Địa lý
Satwas có vị trí 22°32′B 76°41′Đ / 22,53°B 76,68°Đ Nó có độ cao trung bình là 303 mét (994 feet).

## Nhân khẩu
Theo điều tra dân số năm 2001 của Ấn Độ, Satwas có dân số 10.919 người. Phái nam chiếm 52% tổng số dân và phái nữ chiếm 48%. Satwas có tỷ lệ 47% biết đọc biết viết, thấp hơn tỷ lệ trung bình toàn quốc là 59,5%: tỷ lệ cho phái nam là 59%, và tỷ lệ cho phái nữ là 35%. Tại Satwas, 19% dân số nhỏ hơn 6 tuổi.